# Gu Taiqing
Dans ce nom, le nom de famille, Gu, précède le nom personnel.
Gu Taiqing (chinois : 顾太清; Pinyin: Gù Tàiqīng) née en 1799, et morte vers 1877, est une femme de lettres de la dynastie Qing.

## Éléments biographiques
C'est une descendante d'une famille de noblesse manchoue, membre de la  Bannière bleue, mais une famille déchue à la suite d'un crime imputé à son grand-père. Les Mandchous sont une minorité ethnique du nord-est qui ont conquis la Chine au XVIIe siècle et y ont installé la dynastie Qing. Celle-ci se maintient au pouvoir pendant trois siècles, avec une grande réussite durant les deux premiers siècles : croissance économique, expansion territoriale, hausse démographique et floraison des arts. L'époque de Gu Taiquing correspond à la fin de cet âge d'or de la dynastie Quing. La majorité des manchous se sont installés dans les villes chinoises, où les hommes tiennent garnison, avec leur langue, leur culture, leurs patronymes spécifiques et le sentiment d'appartenir à une élite.
Gu Taiquing rencontre le prince Yihui, érudit de la famille impériale, grâce à quelques liens familiaux et devient sa concubine. Il a le même âge qu'elle, et a un fils, Zaijuin, de son épouse principale. Ils ont ensemble trois fils et quatre filles. De son origine familiale, Gu Taiqing, femme de lettres, également peintre, a  conservé une grande éducation. Lorsque l'épouse principale de Yihui meurt en 1831, Yihui ne cherche pas à remplacer cette épouse principale, mais continue une existence harmonieuse avec Gu Taiquing, partageant des goûts communs pour la littérature, la calligraphie, la peinture, les voyages, et composant ensemble des textes. Mais il meurt en 1838, et c'est le fils de son union avec son épouse principale qui hérite. Gu Taiquing et ses enfants traversent à nouveau une période difficile, jusqu'en 1857, où Zaijuin meurt, cet événement transmettant aux enfants de Gu Taiqing l'héritage du prince Yihui,. Gu Taiqing meurt vers 1877, ayant connu le règne de cinq empereurs de Chine (Jiaqing couronné en 1796, Daoguang couronné en 1820, Xianfeng couronné en 1850, Tongzhi couronné en 1861 et Guangxu couronné en 1875). Parmi sa descendance, figure l'historien et linguiste Jin Qicong (1918-2004), spécialiste de l'ethnie manchoue.

## Œuvre
Elle a écrit plus de 1 150 poèmes : des poèmes réguliers (詩, shī) ou chantés (辭, cí). Elle est ainsi l'auteure de deux recueils de poésie, Tiayouge ji (poèmes du pavillon du voyage céleste) et Donghaiyu ge (poèmes chantés des pêches sur la mer de l'Est).   
En 1791, elle a signé également un roman, Honglou mengying (l'ombre du rêve dans le pavillon rouge), qui se veut une suite du roman de Cao Xueqin, Honglou meng, (Le Rêve dans le pavillon rouge, 紅樓夢). C'est le premier roman classique connu écrit par une femme dans l'histoire littéraire chinoise. De même, elle a écrit des pièces de théâtre.
L'influence du taoïsme et du bouddhisme peut être relevée dans ces différents œuvres, avec une certaine sagesse, une conscience du caractère éphémère de la vie terrestre. Mais ces œuvres montrent également l'indépendance d'esprit de leur auteure. 
Elle était en relation avec d'autres femmes de lettres chinoises de la même époque, notamment Liang Desheng et Wu Zao.